# Lahage
Lahage település Franciaországban, Haute-Garonne megyében. Lakosainak száma 205 fő (2022. január 1.). Lahage Montgras, Forgues, Rieumes, Pébées és Saint-Loube községekkel határos.

## Népesség
A település népességének változása:
| Lakosok száma | 170  | 171  | 258  | 240  | 222  | 221  | 208  | 199  | 196  | 205  |
|               | 1968 | 1982 | 1990 | 2006 | 2013 | 2015 | 2017 | 2019 | 2020 | 2022 |